# Малик, Владимир Кириллович
Владимир Кириллович Малик (настоящая фамилия — Сыченко; 21 февраля 1921, Новосёлки, Киевская губерния — 31 августа 1998, Лубны) — украинский советский писатель, поэт, литературный критик, автор приключенческих и исторических произведений.

## Биография
Родился в крестьянской семье. В 1938 году поступил на филологический факультет Киевского университета, тогда же начал сочинять стихи. С началом войны обучение пришлось прервать. Пошёл в народное ополчение, работал на оборонных работах под Киевом и Харьковом, был ранен. С 1943 находился в концентрационных лагерях в Германии; вернулся домой только в октябре 1945. После войны работал учителем в Ясногородский средней школе. В 1950 окончил Киевский университет заочно. В 1953 переехал в Лубны, где занялся литературной деятельностью.
Первая публикация в 1957 году — стихотворная историческая сказка-легенда «Журавли-журавлики». Далее последовали исторические поэмы (легенды), которых сменила полномасштабная историческая проза, главным образом приключенческого характера, ключевые сюжеты которой касались Киевской Руси, Запорожской Сечи, а также борьбе украинского и болгарского народов за свою независимость в союзе с Россией.
- «Волшебный перстень»
- «Мститель из леса»
- «Красная роза»
- «Никита Кожумъяка»
- «Воевода Дмитрий».

Повести:
- «Чёрный экватор»
- «Новичок»
- «Две победы»
- «След ведёт к морю»
- «Двое над бездной».

Исторические романы:
- «Посол Урус-шайтана» (1968)
- «Фирман султана» (1969)
- «Чёрный всадник» (1976)
- «Шёлковый шнурок» (1977) (составили тетралогию «Тайный посол»)
- «Князь Кий» (1982)
- «Черлени щиты» (1985)
- «Горит свеча» (1992)
- «Чумацкий путь» (1993)
- «Красные маки» (2001)
- «Синяя книга» (Дневник) (2010)
- "Воспоминания.Письма брату и другу" (2020)

Известен также и как литературный критик, писал рецензии на произведения украинских прозаиков; выпустил книгу «Олесь Донченко» (1971) — о жизни и творчестве известного детского писателя А. В. Донченко.

## Сочинения[2]
- Малик В. К. Посол Урус-Шайтана. Роман. — М.: Детская литература, 1973. — 464 с.
- Малик В. К. Князь Игорь : (Витязи червлёных щитов) : Роман / [Предисл. М. Ф. Гетманца; Авториз пер. с укр. В. Доронина, Е. Цветкова.] Слово о полку Игореве : Поэма / Владимир Галицкий: князь; [Пер. и примеч. В. Малика]. — М.: Гепта-Трейд, 1996. — 541 с. — (Поход : Собрание исторических романов). — 10 000 экз. — ISBN 5-87683-016-X.
- Малик В. К. Князь Кий : Ист. роман; Дорога на Тмутаракань : Ист. повесть / Юрий Продан / [Пер. с укр.: Е. Цветков]. — М.: Гепта-Трейд, 1996. — 525 с. — (Поход : Собрание исторических романов). — 10 000 экз. — ISBN 5-87683-017-8.
- Малик В. К. Тайный посол : [Роман : В 2 т.] / [Перевод В. Доронина, Е. Цветкова]. — СПб.: Лениздат, 1992. — 490 с. — (Содерж.: Кн. 1. Посол Урус-Шайтана; Кн. 2. Фирман султана). — 100 000 экз. — ISBN 5-289-01325-3. || . — Домодедово; М.: ВАП, 1994. — Т. 1. – 480 с.; Т. 2. – 544 с. — 30 000 экз. — ISBN 5-86883-017-2. || . — СПб.: Ленинградское изд-во, 2010. — 764 с. — 5050 экз. — ISBN 978-5-9942-0612-6. || . — СПб.: Ленинградское изд-во, 2011. — 764 с. — 5030 экз. — ISBN 978-5-9942-0773-4.
- Малик В. К. Тайный посол : Роман : [В 2 т.] / [Пер. с укр.: Е. Цветков].. — Харьков: Прапор, 1989. — Т. 1. — 493 с. — (Содерж.: Посол Урус-Шайтана; Фирман султана). — 50 000 экз. — ISBN 5-7766-0078-2.; . — 1989. — Т. 2. — 557 с. — (Содерж.: Чёрный всадник; Шёлковый шнурок). — 50 000 экз. — ISBN 5-7766-0079-0. [переизд. 1991]
- Малик В. К. Чёрный всадник : Роман : [Для сред. и ст. шк. возраста] / [Пер. с укр. В. Доронина, Е. Цветкова]. — М.: Дет. лит., 1981. — 368 с. — (Библиотека приключений и науч. фантастики). — 100 000 экз.
- Малик В. К. Шёлковый шнурок: Ист.-приключен. роман : [Для сред. и ст. шк. возраста] / [Пер. с укр. Е. Цветкова]. — М.: Дет. лит., 1985. — 256 с. — (Библиотека приключений и науч. фантастики). — 100 000 экз.

## Награды и признание
Литературная премия имени Леси Украинки (1983) — за произведения на историко-патриотическую тему для детей (в том числе романы «Посол Урус-шайтана», «Шёлковый шнурок» и «Князь Кий»).